# KROSS×OVER
KROSS×OVER（クロスオーバー）は、日本の格闘技興行。主催はKROSS×OVER実行委員会、代表は島村直希。2017年9月より主に埼玉県で開催し、キックボクシング、ムエタイ、総合格闘技の試合を行っている。

## 歴史
2017年7月に格闘技イベント「KROSS×OVER」の旗揚げを発表し、元プロ修斗選手でこれまでJ-NETWORKプロデューサー、Krush興行部長、K-1アマチュア大会を担当した坂本光広が代表を務め、総合格闘技とキックボクシングの試合を行うことを発表した。コンセプトとして「スピーディな試合展開」と「イジメ撲滅」を挙げた。プロの試合に加え、アマチュアの試合を行うことも発表した。
2017年9月17日に埼玉・イコス上尾で第1回大会を開催し、メインイベントで元TRIBELATEウェルター級王者のジョージとYOSHIKIが対戦した。2018年2月から10月にかけて8名の選手が出場する「初代-60kgキック王座決定トーナメント」が行われ、旭野穂がKROSS×OVER初代-60kgキックチャンピオンに認定された。
2020年10月に「-60kg 第2代王座決定戦」を行い、石月祐作が第2代KROSS×OVER KICK -60kg王座を獲得。同年12月には藤原あらしが「ムエタイバンタム級トーナメント」決勝で対戦相手が体重オーバーしたため優勝。試合はワンマッチとして行われ、判定勝利した。
2023年4月に開催した「KROSS×OVER.21」には立嶋篤史が51歳で自身の100戦目記念マッチとして出場し、TKO負け。同年10月に開催した「KROSS×OVER.23」では、キックルール女子アトム級タイトルマッチに現役女子高生ファイターの辻井和花が挑戦者として出場し、判定勝利。同級王者となった。
2024年11月に開催した「KROSS×OVER-CAGE.4-」ではメインイベントで新居すぐると森戸新士の試合が10分1ラウンドルールのグラップリングワンマッチとして行われ、森戸が三角固めで一本勝利。
2025年4月に開催した「KROSS×OVER.30」で行われたキックルール女子アトム級タイトルマッチで菊地美乃里が挑戦者として王者の辻井と対戦し、判定勝利。同級3代目の王者となった。